# Кадиров Ахмат Абдулхамидович
Ахма́т Абдулхами́дович Кади́ров (чеч. Къадири lабдулхьамидан кlант Ахьмад-Хьажи; 23 серпня 1951, Караганда — 9 травня 2004, Грозний) — російський чеченський ісламський релігійний і державний діяч, колаборант. Перший самопроголошений президент Чеченської Республіки. Батько Рамзана Кадирова.

## Життєпис
Народився в сім'ї Абдулхамід і Дікі Кадирових у Караганді, куди його сім'я була вислана 1944 року.
Перші шість років життя прожив в селищі Мала Сарань. У квітні 1957 роки сім'я Кадирових повернулася до Чечено-Інгушської АРСР, у село Центарой (нині село Ахмат-Юрт) Курчалоївському району.
1968 року закінчив середню школу. Того ж року навчався на курсах комбайнера в станиці Калиновська Наурського району.
З 1969 до 1971 року працював у радгоспі.
5 жовтня 1976 року в селищі Центарой в Ахмата Кадирова народився син Рамзан.
1982 року виїхав до Ташкенту, де вступив до Ташкентського ісламського інституту. Навчався з 1982 до 1986 року.
Після Ісламського інституту повернувся в Гудермес, де став заступником імама Гудермеської соборної мечеті. Служив заступником імама до 1988 року.
1990 року виїхав до столиці Йорданії Аммана, де вступив на шаріатський факультет Йорданського університету.
1995 року Кадиров був обраний муфтієм Чечні.
Після початку Другої чеченської війни перейшов на бік федеральної влади.
12 червня 2000 року указом президента Російської Федерації призначений Главою Адміністрації Чеченської Республіки.
5 жовтня 2003 року був обраний президентом Чечні.
Уранці 9 травня 2004 року Ахмат Кадиров, усі вищі керівники Чеченської Республіки, представники командування Збройних сил Росії зібралися на трибуні для почесних гостей на стадіоні «Динамо» в Грозному, де проходив концерт з нагоди Дня перемоги.
О 10:35 стався теракт, на центральній трибуні стадіону спрацював вибуховий пристрій. Ахмат Кадиров був важко поранений і помер по дорозі до лікарні, не приходячи до тями.
Загиблого президента Чечні поховали 10 травня в його родовому селищі Центарой.

## Вбивство
Убитий вибуховим пристроєм під час святкувань 9 травня на стадіоні «Динамо» у Грозному.